# Дом Чертолиных
Дом Чертолиных (Дом «у вала», кожевенный завод) — памятник архитектуры. Расположен в Великом Новгороде, современный адрес дома — улица Рогатица, 40а.
Кирпичное двухэтажное прямоугольное здание с использованием каменной архитектуры XVII века и элементов типового строительства первой половины XVIII века было построено предположительно в 1730—1740 годах. Это единственное новгородское здание того времени, внутри которого были объединены жилые и производственные помещения. Фасады декорированы лопатками и тягой между этажами, наличники нижних окон лицевого фасада оформлены кокошниками с двойными и тройными арками, верхние окна западной части — наличниками с замком и боковыми ушками (что типично для того времени).
Жилая меньшая (около 20 % объёма) часть расположена с запада, её сразу построили в камне, над производственной частью второй этаж был изначально бревенчатым, в камне его перестроили во второй половине XVIII века. Производственная часть была разрушена во время Великой Отечественной войны.
Предварительные исследования обмеры здания провёл А. А. Тиц в 1960 году, Н. Н. Кузьмина провела дальнейшие исследования в 1972—1973 годах и сделала графическую реконструкцию исходной постройки. В 1973—1979 годах Н. Н. Кузьмина и А. А. Шалькевич при участии Г. М. Кулаковой и О. Н. Коваленко разработали проект реставрации каменного здания и приспособления его под жилые квартиры, реализация проекта шла в 1987—1988 годах. Восточную часть восстановили на железобетонных фундаментах вместо прежних неглубоких валунных на брёвнах-лежнях. Во время работ были обнаружены остатки нескольких дубовых чанов, вкопанных на полметра ниже пола, пара десятков кирпичей (вероятно, частей колонн), обломки предположительно печных изразцов. Окончательно проект приспособления под жильё завершён не был; в 1991 году те же авторы разработали ещё один проект, превращение в гостиницу, но этот план также не был реализован. На 2000—2001 годы проходили работы по проекту И. Е. Безлаковской, согласно которому в здании предполагалось разместить две квартиры и офис.